# Campionati europei di atletica leggera 2024 - Lancio del disco maschile
La gara del Lancio del disco maschile dei campionati europei di atletica leggera 2024 si è svolta il 7 giugno.

## Podio
| Pos.    | Atleta              | Nazionalità | Tempo   |
| ------- | ------------------- | ----------- | ------- |
| Oro     | Kristjan Čeh        | Slovenia    | 68,08 m |
| Argento | Lukas Weißhaidinger | Austria     | 67,70 m |
| Bronzo  | Mykolas Alekna      | Lituania    | 67,48 m |

## Situazione pre-gara

### Record
Prima di questa competizione, il record del mondo, il record europeo e il record dei campionati erano i seguenti.
| Record                | Prestazione             | Atleta  | Data e luogo                               | Competizione                              |
| --------------------- | ----------------------- | ------- | ------------------------------------------ | ----------------------------------------- |
| Record mondiale       | Mykolas Alekna Lituania | 74,35 m | 14 aprile 2024 Ramona, Stati Uniti         | Oklahoma Throws Series World Invitational |
| Record europeo        | Mykolas Alekna Lituania | 74,35 m | 14 aprile 2024 Ramona, Stati Uniti         | Oklahoma Throws Series World Invitational |
| Record dei campionati | Mykolas Alekna Lituania | 69,78 m | 19 agosto 2022 Monaco di Baviera, Germania | Campionati europei 2022                   |

### Campione in carica
Il campione in carica a livello europeo era:
| Campione | Atleta                  | Prestazione | Data e luogo                               | Competizione            |
| -------- | ----------------------- | ----------- | ------------------------------------------ | ----------------------- |
| Europeo  | Mykolas Alekna Lituania | 69,78 m     | 19 agosto 2022 Monaco di Baviera, Germania | Campionati europei 2022 |

### La stagione
Prima di questa gara, gli atleti con le migliori tre prestazioni europee dell'anno erano:
| Pos. | Atleta                  | Prestazione | Data e luogo                            |
| ---- | ----------------------- | ----------- | --------------------------------------- |
| 1    | Mykolas Alekna Lituania | 74,35 m     | 14 aprile 2024 Ramona, Stati Uniti      |
| 2    | Kristjan Čeh Slovenia   | 70,48 m     | 10 maggio 2024 Doha, Qatar              |
| 3    | Clemens Prüfer Germania | 69,09 m     | 22 maggio 2024 Neubrandenburg, Germania |

## Risultati

### Qualificazioni
I turni di qualificazione si sono tenuti il 7 giugno a partire dalle ore 9:35.
Accedono alla finale gli atleti di ogni gruppo che raggiungono la misura di 66,00 m (Q) o le 12 migliori prestazioni (q).

#### Gruppo A
| Pos. | Atleta               | Nazionalità   | 1ª prova | 2ª prova | 3ª prova | Misura  | Note |
| ---- | -------------------- | ------------- | -------- | -------- | -------- | ------- | ---- |
| 1    | Mykolas Alekna       | Lituania      | 67,50    | -        | -        | 67,50 m | Q    |
| 2    | Henrik Janssen       | Germania      | 64,72    | 64,74    | x        | 64,74 m | q    |
| 3    | Lukas Weißhaidinger  | Austria       | 63,99    | x        | 63,86    | 63,99 m | q    |
| 4    | Lawrence Okoye       | Gran Bretagna | 62,77    | 63,62    | x        | 63,62 m | q    |
| 5    | Clemens Prüfer       | Germania      | x        | x        | 63,57    | 63,57 m | q    |
| 6    | Andrius Gudžius      | Lituania      | 60,55    | 62,44    | 63,02    | 63,02 m | q    |
| 7    | Apostolos Parellis   | Cipro         | 59,17    | 60,23    | 62,13    | 62,13 m | q    |
| 8    | Simon Pettersson     | Svezia        | x        | 60,26    | 61,43    | 61,43 m |      |
| 9    | Lolassonn Djouhan    | Francia       | 60,80    | 59,98    | x        | 60,80 m |      |
| 10   | Robert Urbanek       | Polonia       | x        | 60,75    | x        | 60,75 m |      |
| 11   | Yasiel Sotero        | Spagna        | 60,37    | 59,64    | x        | 60,37 m |      |
| 12   | Guðni Valur Guðnason | Islanda       | x        | 59,15    | x        | 59,15 m |      |
| 13   | Ruben Rolvink        | Paesi Bassi   | 58,74    | x        | 55,50    | 58,74 m |      |
| 14   | Emanuel Sousa        | Portogallo    | x        | 58,40    | 58,72    | 58,72 m |      |
| 15   | Danijel Furtula      | Montenegro    | 57,22    | x        | 57,74    | 57,74 m |      |

#### Gruppo B
| Pos. | Atleta                   | Nazionalità | 1ª prova | 2ª prova | 3ª prova | Misura  | Note |
| ---- | ------------------------ | ----------- | -------- | -------- | -------- | ------- | ---- |
| 1    | Kristjan Čeh             | Slovenia    | 65,64    | -        | -        | 65,64 m | q    |
| 2    | Daniel Ståhl             | Svezia      | 59,01    | 63,79    | x        | 63,79 m | q    |
| 3    | Shaquille Emanuelson     | Paesi Bassi | 58,98    | x        | 63,36    | 63,36 m | q    |
| 4    | Oskar Stachnik           | Polonia     | 61,07    | 61,22    | 62,52    | 62,52 m | q    |
| 5    | Mika Sosna               | Germania    | 61,08    | x        | 62,07    | 62,07 m | q    |
| 6    | Alessio Mannucci         | Italia      | 60,28    | x        | 61,73    | 61,73 m |      |
| 7    | Alin Alexandru Firfirica | Romania     | 60,24    | 61,72    | 60,20    | 61,72 m |      |
| 8    | Martin Marković          | Croazia     | 60,43    | 61,46    | 60,76    | 61.46 m |      |
| 9    | Marek Bárta              | Rep. Ceca   | 61,12    | 61,18    | 61,20    | 61,20 m |      |
| 10   | Martynas Alekna          | Lituania    | 58,17    | 61,18    | 60,48    | 61,18 m |      |
| 11   | Philip Milanov           | Belgio      | 58,19    | 59,75    | 60,49    | 60,49 m |      |
| 12   | Diego Casas              | Spagna      | 60,25    | x        | x        | 60,25 m |      |
| 13   | Tom Reux                 | Francia     | 56,92    | 56,63    | 59,03    | 59,03 m |      |
| 14   | Róbert Szikszai          | Ungheria    | x        | x        | 58,58    | 58,58 m |      |
| 15   | Ola Stunes Isene         | Norvegia    | x        | x        | 58,03    | 58,03 m |      |

### Finale
La finale si è tenuta il 7 giugno a partire dalle 21.00.
| Pos     | Atleta               | Nazionalità   | 1ª prova | 2ª prova | 3ª prova | 4ª prova | 5ª prova | 6ª prova | Risultato | Note |
| ------- | -------------------- | ------------- | -------- | -------- | -------- | -------- | -------- | -------- | --------- | ---- |
| Oro     | Kristjan Čeh         | Slovenia      | 66,59    | 68,08    | x        | x        | 67,93    | 68,05    | 68,08 m   |      |
| Argento | Lukas Weißhaidinger  | Austria       | 65,60    | 63,07    | 66,78    | 63,99    | 67,70    | 64,42    | 67,70 m   |      |
| Bronzo  | Mykolas Alekna       | Lituania      | x        | 66,98    | x        | 67,48    | x        | x        | 67,48 m   |      |
| 4       | Daniel Ståhl         | Svezia        | 63,02    | 65,68    | 66,84    | x        | x        | x        | 66,84 m   |      |
| 5       | Henrik Janssen       | Germania      | 65,09    | x        | x        | x        | 65,48    | x        | 65,48 m   |      |
| 6       | Clemens Prüfer       | Germania      | 63,54    | x        | 63,08    | 62,57    | 64,60    | 62,42    | 64,60 m   |      |
| 7       | Andrius Gudžius      | Lituania      | 64,35    | 63,26    | 64,43    | 63,72    | x        | x        | 64,43 m   |      |
| 8       | Lawrence Okoye       | Gran Bretagna | 62,56    | 62,67    | 58,76    | 63,38    | 62,23    | 63,48    | 63,48 m   |      |
| 9       | Apostolos Parellis   | Cipro         | 61,53    | 61,86    | 62,53    |          |          |          | 62,53 m   |      |
| 10      | Oskar Stachnik       | Polonia       | 62,35    | x        | 60,84    |          |          |          | 62,35 m   |      |
| 11      | Shaquille Emanuelson | Paesi Bassi   | 61,68    | 58,02    | 61,96    |          |          |          | 61,96 m   |      |
| 12      | Mika Sosna           | Germania      | x        | 59,61    | 58,44    |          |          |          | 59,61 m   |      |